# Otevřená společnost (organizace)
Otevřená společnost, o.p.s. je česká nezisková organizace. Vznikla roku 1999 a sídlí v Praze. Mezi její hlavní témata patří otevřenost veřejné správy, společenská rovnost, gender a problematika diskriminace Romů, na něž se soustředí skrze výzkum a vzdělávací činnosti.
Zakladatelkou a současnou ředitelkou je Marta Smolíková, poradcem pro otevřenost veřejné správy a ochranu soukromí bývalý divadelní režisér, rozhlasový moderátor a politik Oldřich Kužílek, manažerem programu Prosazování genderové rovnosti Tomáš Pavlas, který stál za vznikem projektu Genderman a koordinátorkou programu Prosazování genderové rovnosti Petra Jelínková.

## Projekty
- Genderman
- Mapa exekucí